# 寧平—海防高速公路
寧平－海防高速公路（簡稱CT.08），是越南一條在建的高速公路，連接北部寧平省、海防市，全長109公里。
該公路在2021年之前稱寧平—海防—廣寧高速公路，編號CT.09。海防-廣寧段現為海防－下龍－雲屯－芒街高速公路（CT.06）的一部分。
下龍－海防高速公路（Đường cao tốc Hạ Long - Hải Phòng），全長25.2公里，於2014年9月13日動工，公路投資13.67兆越南盾，其中下龍至白藤橋段（總投資6.4兆越南盾），由省級預算支持；白藤橋至海防段（總投資7.27兆越南盾），由國家撥款4,880兆越南盾和公眾集資6,784兆越南盾。2018年9月1日通車。